# ウェブ (製造業)
ウェブとは、細長くて柔軟な素材のことである。一般的なウェブには、箔、金属、紙、織物、プラスチックフィルム、ワイヤーなどがある。ウェブに施される一般的な加工には、コーティング、めっき、ラミネートなどがある。
ウェブは通常、ローラー上を移動することによって処理される。 加工段階の間、ウェブはコイル、パッケージ、ドフスとしても知られるロールとして保管され、輸送される。 ウェブ製造の最終結果や用途は、通常シートである。シートの代わりにウェブを使用する主な動機は、経済性である。ウェブは連続的であるため、はるかに高速で製造することができ、個別シート加工のようなスタート・ストップの問題もない。ウェブを扱う産業の規模は未知数である。

## 関連プロセス
・ウェブ加工
　ウェブ加工は、回路基板のような電子機器、屋根材のような建材、貼り薬のような医薬品など、他の製造業でも幅広く見られる。
・ウェブハンドリング
　ウェブハンドリングとは、最大限の生産性と最小限の廃棄で、機械を通してウェブを処理することを指す。